# Операція «Цербер»
Операція «Цербер» (нім. Unternehmen Zerberus), також ривок через Ла-Манш (англ. Channel Dash) — кодова назва військово-морської операції Крігсмаріне із зухвалого прориву ескадри німецького флоту, що складалася з двох лінійних кораблів типу «Шарнгорст», важкого крейсера «Принц Ойген» та їхнього ескорту, з Бреста в Бретані до німецьких портів. Німецькі лінкори «Шарнгорст» і «Гнейзенау» прибули до Бреста 22 березня 1941 року після успіху рейдової операції «Берлін» в Атлантиці. Були заплановані нові рейди, і кораблі були переобладнані в окупованому французькому Бресті. Кораблі становили загрозу для трансатлантичних конвоїв союзників, і Бомбардувальне командування Королівських ПС, починаючи з 30 березня 1941 року, постійно атакувало їх на рейді. 6 квітня 1941 року «Гнейзенау» було пошкоджено, а «Шарнхорст» — 24 липня 1941 року після його переведення до Ла-Паліса. Наприкінці 1941 року Адольф Гітлер наказав ОКМ (Верховному командуванню ВМС Німеччини) спланувати операцію з повернення кораблів на німецькі бази проти британського вторгнення до Норвегії. Короткому маршруту прориву через Ла-Манш було віддано перевагу обходу навколо Британських островів за умови фактору несподіванки та повітряного прикриття Люфтваффе. 12 січня 1942 року Гітлер затвердив наказ про операцію.
Британці завдяки розшифровці німецьких радіоповідомлень, закодованих машиною «Енігма», даним аерофотографічної розвідки та агентів у Франції, мали можливість спостерігати за капітальними кораблями нацистів та повідомляти про результати бомбардувань і зазнаних ними пошкоджень. Для протидії ймовірним рейдам німецьких кораблів проти атлантичних конвоїв, поверненню до німецьких портів шляхом обходу Британських островів або ривку через Ла-Манш, був розроблений спільний план Королівського флоту та Королівських ПС на випадок надзвичайних ситуацій — операція «Фуллер». Паралельно Королівський флот був вимушений тримати значне угруповання своїх кораблів у Скапа-Флоу в Шотландії на випадок прориву в Атлантику німецького лінкора «Тірпіц», що базувався на півночі Норвегії. Бомбардувальне та Берегове командування ПС Великої Британії тримали торпедоносці в Шотландії в готовності для протидії «Тірпіцу», що значно обмежувало чисельність доступних літаків для протидії можливому прориву німців Ла-Маншем. До того ж складі зимові погодні умови погіршували видимість і постійно сковували аеродроми снігом.
11 лютого 1942 року о 21:14 німецькі кораблі вийшли з Бреста і ніким не помічені протягом більше дванадцяти годин, підійшли до Дуврської протоки. З повітря Люфтваффе забезпечувало прикриття за планом операції «Доннеркіль». Коли кораблі наблизилися до Дувра, британці виявили угруповання німецького флоту із запізненням. Атаки Королівських ПС, авіації флоту, ВМС і обстріли берегової артилерії пройшли фактично безрезультатно. Лишень в Північному морі «Шарнгорст» і «Гнейзенау» наразилися на міни та зазнали певних пошкоджень («Шарнгорст» не виходив у море протягом року). До 13 лютого кораблі досягли німецьких портів; Вінстон Черчилль наказав провести розслідування катастрофи, а The Times засудила британське фіаско. У свою чергу командування Крігсмаріне оцінило операцію «Цербер» як тактичний успіх і свій стратегічний провал, оскільки загроза атлантичним конвоям була принесена в жертву гіпотетичній загрозі для Норвегії. 23 лютого «Принц Ойген» був торпедований поблизу берегів Норвегії і після ремонту провів решту війни на Балтиці. В ніч з 26 на 27 лютого «Гнейзенау» перебував у сухому доці, коли піддався бомбардуванню. Відновлення корабля як бойової одиниці було можливе, але вартість ремонтно-відновлювальних робіт виявилася захмарною і лінкор більше ніколи не брав участі в бойових діях. «Шарнгорст» був потоплений у битві біля мису Нордкап 26 грудня 1943 року.

## Історія

### Передумови

#### Порт Брест
Після захоплення вермахтом Норвегії та Франції в 1940 році проведення німецькими допоміжними крейсерами рейдів проти британських північноатлантичних конвоїв значно полегшилось. 27 грудня 1940 року в Бресті, на західній частині півострова Бретань, завершився невдалий похід крейсера «Адмірал Гіппер». П'ять тижнів бомбардування британською авіацією французького порту не принесло результату, 1 лютого 1941 року крейсер вийшов у море і після двох тижнів рейдових дій у відкритому океані потопив багато союзних та нейтральних суден, після чого 14 лютого повернувся до Бреста. Наступного дня він відплив до Німеччини обхідним маршрутом через Данську протоку, прибувши в Кіль 28 березня. Результатом проведення рейдів у північній Атлантиці взимку 1940—1941 років лінійними кораблями типу «Шарнгорст»: «Шарнхорст» і «Гнейзенау», важких крейсерів «Адмірал Шеєр» і «Адмірал Гіппер» стало затоплення британських суден сумарною водотоннажністю 117 477 тонн, що було вищим показником для німецьких надводних кораблів протягом решти війни. У січні 1941 року британці сформували спеціальну 19-ту авіаційну групу Берегового командування, головним призначенням якої стало спостереження за німецькими кораблями в Бресті. 22 березня 1941 року «Шарнгорст» і «Гнейзенау» прибули в порт Бреста.

#### Британські бомбардування

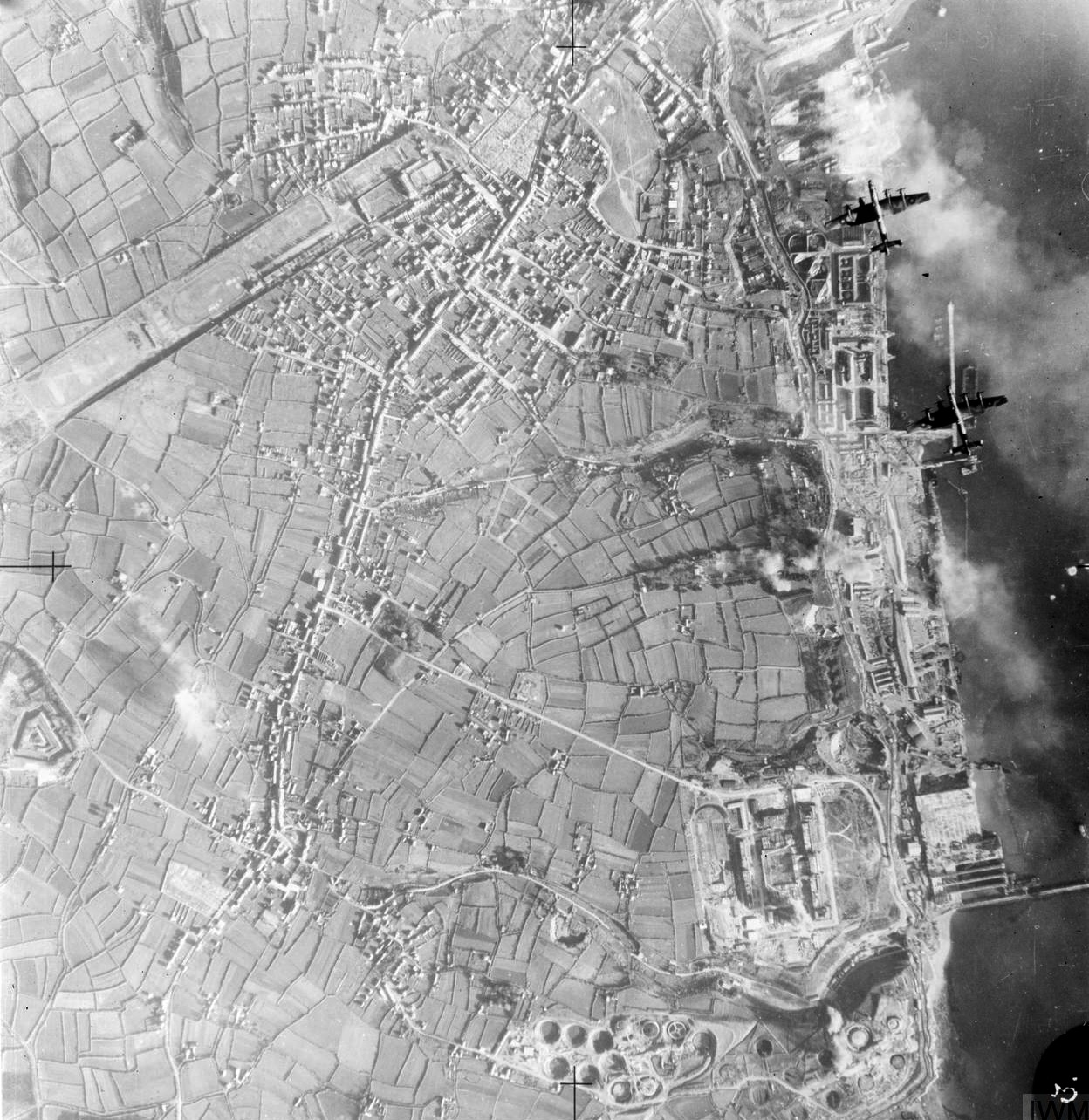
Бомбардувальники британського Бомбардувального командування в ході рейду на портові споруди Бреста

З 10 січня до середини квітня 1941 року авіація Бомбардувального командування скинула на кораблі, що перебували на рейді в гавані Бреста, 842 т бомб. 9 березня Вінстон Черчилль видав директиву про «битву за Атлантику», яка тимчасово визначала зосередження британських зусиль на протидію німецькій кампанії проти атлантичних конвоїв. 28 березня британська повітряна розвідка виявила «Шарнгорст» і «Гнейзенау» у порту. Протягом наступних двох місяців британські бомбардувальники здійснили близько 1161 вильотів, атакуючи кораблі у Бресті. В результаті таких атак «Гнейзенау» зазнав певних пошкоджень і потребував капітального ремонту машинного відділення; 4 квітня його перевели в сухий док. Під час відкачування води з сухого доку між стапелями під лінкором виявили бомбу, що не розірвалася. Перш ніж знешкодити бомбу, корабель довелося обережно поставити знову на воду та витягти з доку. «Гнейзенау» був пришвартований у відкритому місці на рейді, де його 5 квітня сфотографував розвідувальний літак «Спітфайр». Торпедоносці «Брістоль Бофорт» атакували на світанку наступного дня; один літак знайшов гавань крізь туман і торпедував «Гнейзенау» з правого борту, серйозно пошкодивши резервний командний центр.

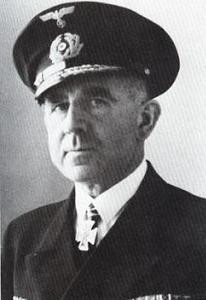
Німецький адмірал Отто Ціліакс, що спланував та здійснив успішний прорив Брестської ескадри

«Гнейзенау» повернули в сухий док, але вже в ніч з 10 на 11 квітня він був уражений чотири рази і зазнав двох близьких розривів бомб. Одна з бомб не вибухнула, але інші заклинили башту «B» і серйозно пошкодили броньову палубу біля неї, зробили приблизно третину приміщень екіпажу непридатними для проживання через пожежу та вибухові пошкодження, знищили кухні та пекарню та спричинили шкоди деяким системам керування стрільбою. «Шарнгорст» не був пошкоджений, але бомба, що влучила в доки, призвела до затримки його ремонту, який включав суттєвий капітальний ремонт машин; труби пароперегрівача котла мали виробничий дефект, який створював значні проблеми ще під час проведення кораблем рейдової операції «Берлін». Очікувалося, що ремонт триватиме десять тижнів, але технічні затримки, помножені на британське мінування навколишніх вод, призвели до того, що обидва лінкори не змогли взяти участь в операції «Рейнюбунг». Бойовий похід «Бісмарка» у супроводженні крейсера «Принц Ойген» у Північній Атлантиці продовжився, і «Бісмарк» був потоплений британським флотом. 1 червня «Принц Ойген» прорвався до Бреста. Втрата «Бісмарка» серйозно обмежила свободу дій німецького надводного флоту після того, як Гітлер наказав, що капітальні кораблі Крігсмаріне повинні діяти з набагато більшою обережністю.
Протягом літа невеликі формування нових чотиримоторних важких бомбардувальників Британії атакували «Гнейзенау», «Принц Ойген» і «Шарнгорст». У ніч з 1 на 2 липня «Принц Ойген» був уражений і виведений з ладу. 21 липня «Шарнгорста» перевели до Ла-Паліса, глибоководного порту Ла-Рошель на французькому узбережжі Атлантичного океану, у спробі запобігти британській бомбардувальній авіації зненацька атакувати одночасно усі кораблі в Бресті. Увечері 23 липня «Шарнгорст» був атакований шістьма бомбардувальниками «Стірлінг»; близько шести німецьких винищувачів вступили в сутичку, захищаючи лінкор, і збили один бомбардувальник. Удень 24 липня стався авіаційний наліт на Брест, при цьому британці втратили 13 бомбардувальників. Одночасно 15 «Галіфаксів Хендлі Пейдж» знову бомбардували Ла-Паліс. Один бомбардувальник не зміг знайти французький порт, а решта були зустрінуті 12–18 винищувачами Bf 109 і зенітним вогнем батарей ППО, і всі 14 «Галіфаксів» були вражені, що вплинуло на ефективність їхнього прицілювання. П'ять бомбардувальників було збито, ще п'ять отримали серйозні пошкодження, але й «Шарнгорст» п'ять разів був уражений. Повертаючись до Бреста з 3000 тоннами морської води, «Шарнгорст» був атакований «Бофортом», але збив його раніше, ніж той зміг скинути свою торпеду.
З 28 березня до кінця липня британці сукупно скинули на ворожі кораблі 1993 тонни бомб. Британські льотчики здійснили 1875 бойових літако-вильотів, 1723 — Бомбардувальне командування, яке також здійснило 205 мінних постановок, а ще 159 — Берегове командування, встановивши 275 мін на підступах до Бреста. Результатом цих атак для британської військової авіації стала втрата 34 літаків, три з яких були постановниками мінних загороджень. Протягом наступних двох місяців з острову здійснювалися поодинокі невеликі атаки; так у ніч з 3 на 4 вересня атакували 56 бомбардувальників, а в ніч з 13 на 14 вересня — 120 бомбардувальників. Поступово інтенсивність зменшувалася, за другу половину 1941 року, з липня до грудня, було здійснено близько 1000 вильотів. На початку місяця Брестська ескадра знову стала пріоритетом Бомбардувального командування, і з 11 грудня бомбардування та мінування проводилися щоночі. 16 грудня «Принц Ойген» був виявлений розвідкою союзників у сухому доці, був розроблений план масованого нічного нальоту з наступним рейдом удень. У ніч із 17 на 18 грудня атакував 101 бомбардувальник і вдень у супроводі десяти винищувальних ескадрилей наліт провів 41 важкий бомбардувальник. «Гнейзенау» був незначно пошкоджений, а ворота доків були розбиті, що затримало вихід «Шарнгорста» в море на місяць, при цьому англійська авіація втратила шість бомбардувальників. Важкі атаки тривали весь місяць, а 30 грудня «Галіфакси» здійснили ще один наліт. З 1 серпня по 31 грудня було скинуто 1194 тонн авіабомб і 10 тонн запальних бомб, 11 важких бомбардувальників було збито, а докам і місту було завдано значних збитків, але жоден з кораблів не зазнав удару. Ввечері 6 січня «Гнейзенау» було пошкоджено. В цілому в період з 10 грудня до 20 січня 1942 року 37 % бойових вильотів британського Бомбардувального командування було здійснено проти кораблів, що базувалися в Бресті.

#### «Ультра»
«Ультра» — це кодова назва, яку використовувала британська воєнна розвідка для перехоплених та дешифрованих Блечлі-Парком особливо важливих секретних повідомлень нацистської Німеччини. З травня 1941 року дешифрувальники Блетчлі могли зчитувати таємну інформацію, яку використовували надводні кораблі Крігсмаріне, з невеликими збоями або перервами, які в поєднанні з даними аеророзвідки та звітами агентів, давали розвідувальну інформацію про кораблі, що базувалися в Бресті. У квітні 1941 року британці знали, що три кораблі були пошкоджені, але не знали про ступінь їхньої несправності.
З 16 по 23 грудня розшифровки «Енігми» довели інформацію, що навідники корабельної артилерії цих кораблів перебували на Балтиці, беручи участь у навчальних стрільбах. Наступного дня Адміралтейство попередило, що ймовірна спроба прориву. 25 січня 1942 року кораблі були сфотографовані в гавані, і було помічено два короткі періоди перебування двох кораблів у сухому доці. З кінця січня до початку лютого до великих кораблів приєдналися міноносці, тральщики і есмінці. Разом із новиною про те, що лінкор «Тірпіц» у Норвегії рушив на південь, це спонукало британське адміралтейство 2 лютого опублікувати оцінку, що три кораблі збиралися спробувати прорватися вгору по каналу, і надало команду на початок операції «Фуллер», щоб не допустити прориву німецького флоту в Північну Атлантику. Наступного дня шифрувальники «Енігми» та результати повітряної фотографічної розвідки виявили, що кількість підкріплень німецьких кораблів з Бреста до Хук-ван-Холланда зросла до семи есмінців, десяти міноносців, понад 30 тральщиків, 25 швидкісних моторних човнів і багатьох малих кораблів.

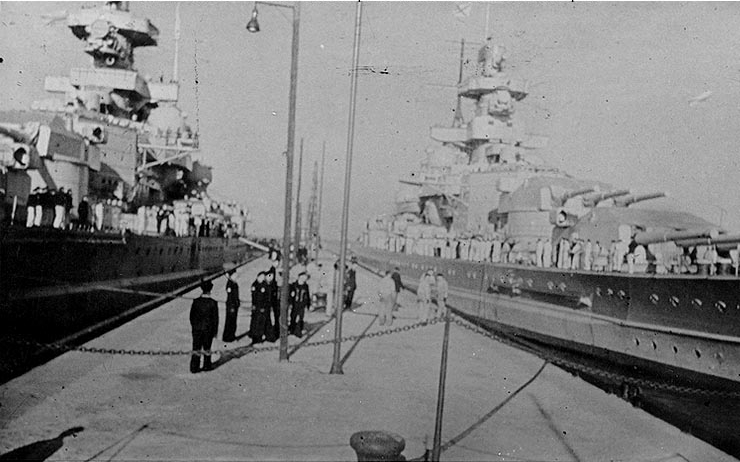
«Шарнгорст» і «Гнейзенау» в порту Бреста. 1941

Протягом 1941 року Гітлер вирішив, що Брестська ескадра повинна повернутися у рідні води шляхом «зухвалого прориву через Ла-Манш» як частину плану зриву британського вторгнення до Норвегії. OKM віддавав перевагу проходу через Данську протоку, а грос-адмірал Еріх Редер вважав прорив уздовж Ла-Маншу неможливим. Гітлер сказав, що прорив слід планувати та провести без попередньої підготовки, оскільки британська розвідка так чи інакше дізнається про це та зможе розбомбити кораблі. Гітлер наказав вибрати період поганої погоди, коли основна частина британської авіації не зможе адекватно протидіяти. Віцеадмірал Курт Фріке, начальник штабу морського військового командування, (нім. Seekriegsleitung SKL) виступив проти Гітлера. 12 січня 1942 року Редер знову виступив проти варіанту прориву Ла-Маншем, але очолював планування, розраховуючи, що Гітлер прийме остаточне рішення правильно.
Гітлер підкреслював, що присутність кораблів у Бресті відвертає значну частину британських бомбардувальників від ударів по території Німеччини, але ця перевага закінчиться, як тільки кораблі будуть достатньо пошкоджені. Віцеадмірал Отто Ціліакс запропонував замисел плану, порекомендувавши кораблям стартувати з якірних стоянок вночі, щоб скористатися ефектом несподіванки і вдень пройти найвужчу частину Па-де-Кале, що сягала 34 км, щоб скористатися прикриттям винищувачів у цій небезпечній точці. Люфтваффе відмовилося гарантувати, що наявні 250 винищувачів зможуть захистити кораблі, але Гітлер прийняв план. Фюрер наказав, щоб лінкор «Тірпіц», який уже перебував у Норвегії, перемістили на південь до Тронгейма. На нараді 22 січня Гітлер оголосив, що всі кораблі та підводні човни повинні зібратися для захисту Норвегії, а 25 січня віцеадмірал Карл Деніц, командувач підводних сил Крігсмаріне (нім. Befehlshaber der Unterseeboote, BdU) отримав наказ вивести 8 підводних човнів для патрулювання у води поблизу Ісландії, Фарерських островів і Шотландії. Незважаючи на протести Деніца, ще 12 підводних човнів були зарезервовані для дій біля норвезьких берегів, а надводні кораблі були зосереджені також у норвезьких водах.
Наполягаючи на перевагах маршруту через Ла-Манш і відчуваючи потайливий опір своїх адміралів, Гітлер особисто поклав відповідальність за планування та оперативне керівництво походом на Військово-морське командування «Захід» адмірала Альфреда Заалвехтера. Віцеадмірал Отто Ціліакс безпосередньо очолював Брестську ескадру, маючи флагманський прапор на «Шарнгорсті». Планувальниками був розроблений найкращий маршрут, який дозволяв при русі на максимально можливій швидкості уникнути британських мінних полів. Тральщики розчищали канали від британських мін і маркували проходи буями (з 3 по 9 лютого британські бомбардувальники поставили в каналах 98 мін). Підводні човни були відправлені для метеорологічних спостережень, а кілька есмінців рушили на захід вниз по Ла-Маншу до Бреста, щоб посилити ескортну групу супроводження ескадри. Щоб скористатися перевагами найдовшого періоду темряви, відправлення мало відбутися в один з чотирьох днів до молодика та о 7:30 вечора, щоб одночасно скористатися весняним припливом, що тече вгору по Ла-Маншу і додасть швидкості кораблям та, можливо, підніме їх над мінними постановками.
Авіація Люфтваффе забезпечувала повітряне прикриття переходу та у відкритому морі на першому етапі Брестську ескадру супроводжували шість есмінців, на світанку біля мису Грей-Нез поблизу французького міста Віссан до них мала група малих кораблів та катерів з 10 швидкісних човнів, R-катерів тощо. Протягом січня Крігсмаріне та Люфтваффе проводили репетиції операції, але кораблі втратили морехідність, і багато техніків і експертів були переведені з Бреста на інші напрямки діяльності для більш актуальних завдань. До 9 лютого екіпажи та командування завершили перевірку готовності кораблів на рейдах Бреста і вихід було визначено на 11 лютого. Бойовий дух екіпажів був високий, диверсій у Бресті не було, екіпажі вільно зійшли на берег. Серед місцевих жителів не було жодних сумнівів, що кораблі готуються до відходу, і в якості обману на борт були взяті тропічні шоломи, французькі докери завантажували нафтові бочки з позначкою «для використання в тропіках», а містом поширювалися неправдиві чутки про плани подальших походів бойових кораблів.

#### Операція «Доннеркіль»
Ганс Єшоннек, начальник штабу Люфтваффе, відмовився гарантувати успіх «Цербера» або посилити сили винищувачів на заході. Адольфу Галланду було доручено командувати повітряною операцією з прикриття ескадри, яка отримала назву «Доннеркіль». Деталі плану були узгоджені з оберстом Карлом Коллером, начальником штабу 3-го повітряного флоту генерал-фельдмаршала Гуго Шперрле. Деякі навчальні підрозділи були мобілізовані, щоб компенсувати основну частину німецької винищувальної авіації, яка була відсутня в Радянському Союзі. Служба сигнальної розвідки генерала Вольфганга Мартіні спробувала заглушити британські радіотелефонні частоти, використовуючи техніку для збільшення атмосферних перешкод і зниження ефективності роботи британських берегових радарів. Літаки Do 217 з 2-ї бомбардувальної ескадри (KG 2) повинні були здійснювати польоти над західною частиною Ла-Манша, щоб обманути електронну розвідку й у такій спосіб відвести британські літаки від маршруту прориву кораблів. 9-й повітряний корпус генерала авіації Йоахіма Келера отримали завдання бути в готовності завдати бомбових ударів по аеродромах Королівських ПС у південно-західній Англії та атакувати британські військово-морські сили, в разі їхнього намагання перехопити Брестську групу. 123-тє крило дальньої розвідки мало стежити на обох кінцях Ла-Маншу та підтримувати формування 9-го корпусу.
Маршрут прориву ескадри було поділено на три сектори з використанням існуючих винищувальних секторів Люфтваффе, але для забезпечення ближнього контролю Макс-Йозеф Ібель, колишній командир 27-ї винищувальної ескадри JG 27, був призначений авіаційним координатором взаємодії між флотом і винищувачами (нім. Jagdfliegerführer Schiff). В ході операції він діяв на борту «Шарнгорста» як офіцер зв'язку. З 22 січня по 10 лютого було проведено вісім репетицій, що включало близько 450 вильотів. Пілоти денних винищувальних ескадр та 1-ї нічної винищувальної ескадри (NJG 1) повинні були швидко підготувати літаки до наступного вильоту, переозброївши та дозаправивши їх не більше ніж за тридцять хвилин. Галланд вирішив, що літаки повинні летіти двома шарами — високо і низько — низькі групи при цьому повинні летіти під британськими береговими радарами. Слід було підтримувати постійне патрулювання щонайменше з 16 винищувачів у двох формаціях по вісім літаків на визначених висотах патрулювання, причому кожна формація складалася з двох роїв по чотири літаки. Один рій (нім. Schwärme) мав летіти в море, а інший — на сушу зиґзаґом, а всі рої мали літати туди-сюди вздовж лінії руху кораблів широкими вісімками в режимі повного радіомовчання. Кожен виліт планувався таким чином, щоб винищувачі мали 30 хвилин над кораблями, якраз достатньо часу, щоб резервні групи могли дозаправитися, переозброїтися та повернутися на маршрут руху ескадри. Під час «Доннеркіля» допоміжний виліт прибув лише через 20 хвилин, що означало, що винищувальне прикриття з 32 винищувачів буде забезпечувати щонайменше половину шляху.

#### Операція «Фуллер»
У квітні 1941 року Королівський флот і Королівські ПС розробили операцію «Фуллер» — план об'єднаної операції спроби прориву німецьких кораблів з Бресту. Віцеадмірал Бертрам Рамсей з Дуврського командування відповідав за організацію протидій німецькій ескадрі, в разі її спроби пливти вгору по Ла-Маншу, шляхом скоординованих та взаємоузгоджених атак авіації Берегового командування, ВМС і Королівських ПС. Британський береговий радар мав радіус дії близько 80 морських миль (150 км), і з п'ятьма постійними повітряними патрулями планувальники очікували, що прорив угору по Ла-Маншу можна буде легко виявити навіть вночі чи за поганої погоди. В разі оголошення тривоги про ознаки прориву німців, у силу вступав план «Фуллер». 32 моторні торпедні човни Дуврської та Рамсгейтської флотилій у супроводі моторного артилерійського човна мали здійснювати торпедні атаки з відстані 3,7 км. За човнами слідували торпедоносці «Сордфіш» з винищувачами супроводу й за ними — торпедоносці «Брістоль Бофорт». В момент проходження Дувру берегові батареії повинні були вести вогонь доти, доки кораблі були в радіусі досяжності вогню їхніх гармат. Одночасно Бомбардувальне командування мало атакувати будь-який корабель, щоб завдати йому пошкоджень і примусити уповільнити рух або запінити.
В разі прориву німецьких військових кораблів за Дуврську протоку, шість есмінців Норського командування, що базувалися в Гаріджі, здійснювали торпедні атаки, а Королівська авіація продовжували бомбардувати, а також здійснювати постановку мінних загороджень на шляху руху ворожих кораблів. За планом Бомбардувальне командування планувало мати за чотири години з моменту оголошення про готовність 100 боєготових літаків (приблизно 1⁄3 від своєї оперативної чисельності), зарезервувавши близько 20 бомбардувальників від кожної бомбардувальної авіагрупи. З решти 200 літаків, що були в її розпорядженні, половина мала продовжувати проведення авіанальотів на цілі в Німеччині, а решта планувалася замінити першу частку в операції наступного дня. За планом операції «Фуллер» літаки трималися в резерві, і періодично замінювалися, не допускаючи підриву їхньої готовності, у той же час, якщо дозволяла погода, 20–25 екіпажів вилітали на бомбардування Бреста. Винищувальне командування отримало завдання забезпечувати винищувальне супроводження торпедоносців на південному заході силами 10-ї групи та 16 винищувальними ескадрильями 11-ї групи на південному сході. Кожний підрозділ від видів збройних сил, що залучався до операції, виділяв офіцерів зв'язку до об'єднаного штабу, що перебували на постійному чергуванні, але не використовували загальну систему зв'язку.
Попередня оцінка ситуації щодо можливого німецького прориву, з урахуванням даних про стан кораблів, особливо мінування в Ла-Манші та прибуття есмінців до Бреста, змусили Адміралтейство дійти висновку, що скоріш за все прорив з виходом в Атлантику є малоймовірним і що слід очікувати спробу Крігсмаріне прорватися ривком вгору по Ла-Маншу, а не через Данську протоку або перекинути потужну ескадру в Середземне море до італійських портів. Наступного дня командування Нору отримало наказ тримати шість міноносців у готовності до дії в естуарії Темзи, та також бути готовим відправити шість міноносців для посилення групи бойових кораблів, що стояла в Дуврі. Швидкісні мінні загороджувачі типу «Абдіель» «Менксмен» і «Вельшмен» були направлені до Плімутського командування для мінування підходів до Бреста та до Дувра для мінування східного виходу з Ла-Маншу відповідно. Більшість британських підводних човнів перебувала в той час у Середземному морі, але два навчальні човни були відправлені в Біскайську затоку для дорозвідки ситуації. 6 лютого «Сілайон», єдиний сучасний підводний човен, що патрулював навколишні води, отримав наказ вийти на Брестський рейд, командир використав інформацію, надану через «Ультра», щодо мінних полів, зачищених каналів і навчальних районів, які використовували німців.
3 лютого 1942 року Королівські ПС привели свої сили, задіяні в операції «Фуллер», у безстрокову повну бойову готовність. Розвідувальні літаки «Хадсони» 19-ї авіагрупи Берегового командування, оснащені сучасними радарами «повітря-поверхня» Mk II (ASV), розпочали постійні нічні розвідувальні польоти, що дозволяло їм виявляти кораблі на відстані до 30 морських миль (56 км). Патрульні літаки також здійснювали регулярні польоти. Берегове командування тримало в готовності три ескадрильї торпедоносців-бомбардувальників «Бофорт» у Британії, 42-гу ескадрилью в Шотландії, 12 «Бофортів» 86-ї та 217-ї ескадрилей в Корнуолі та сім літаків 217-ї ескадрильї на острові Торні (Портсмут). Через два дні Enigma довела, що Отто Ціліакс прибув на «Шарнгорст» і завдяки нещодавнім навчанням змусив Адміралтейство передбачити неминучий відхід німців з Бреста. 8 лютого, під час поганої погоди, повітряна розвідка виявила, що кораблі все ще були в гавані, «Шарнгорст» стояв у доці та зафіксував прибуття двох свіжих есмінців.
Головний маршал авіації Філіп Жубер де ла Ферте, командувач авіацією Берегового командування, надіслав екіпажам винищувачів і бомбардувальників повідомлення про те, що за даними розвідки спробу прориву противника можна очікувати будь-коли після 10 лютого. Групи Берегового командування були приведені в повну бойову готовність, бомбардувальники 42-й ескадрильї на 14 «Бофортах» отримали наказ передислокуватися на південь до Норфолка (рух було відкладено до наступного дня через сніжні заноси на аеродромах у Східній Англії). Віцемаршал повітряних сил Дж. Е. А. Болдвін, командувач авіацією Бомбардувального командування, припинив вильоти половини своїх бомбардувальників і скоротив для інших 100 літаків термін готовності з чотирьох до двох годин, не повідомивши про це Адміралтейство.
11 лютого «Сілайон» під час денного припливу наблизився максимально до Бреста, але нічого не виявив і повернувся о 20:35 для перезаряджання акумуляторних батарей, готуючись до наступного патрулювання наступного дня. Німецькі кораблі мали вийти з Бреста о 19:30, але були затримані нальотом бомбардувальників, який було наказано після того, як фоторозвідка виявила, що кораблі все ще перебувають у гавані. Протягом попереднього тижня Enigma надавала інформацію про те, що німці проводили мінування на маршруті на північний схід по Ла-Маншу, посилюючи впевненість британців, що прорив станеться саме в цьому напрямку. О 12:29 вечора 12 лютого Адміралтейство отримало останні результати дешифрування, і налаштування «Енігми» зайняли Блетчлі-Парк до 15 лютого.

### Прорив

#### Ніч з 11 на 12 лютого
Вночі 11 лютого британська агентура у Бресті через постановку радіоперешкод німцями не змогла вчасно повідомити, що Брестська ескадра виходить з бази. Британський човен «Сілайон», що патрулював за межами гавані, відійшов на безпечну відстань на підзарядку батарей. Патрульний літак «Хадсон» з 224-ї ескадрильї групи «Стоппер», що чергував поблизу Бреста, коли Брестська група зосередилася поблизу порту о 22:45. На висоті патрулювання 300—600 м радар ASV мав дальність дії близько 13 морських миль (24 км), але «Хадсон» летів на південний захід, коли кораблі повернули до Уессана і, відповідно, британці не виявили своєчасно вихід угруповання Крігсмаріне з порту. Останні вісім хвилин наступного вильоту «Стоппер» був на відстані близько 9 морських миль (17 км) від кораблів, але жодного контакту на радарі не отримав.
Патрульна група британської авіації «Південно-східна» літала від Уессана до околиць Джерсі, щоб своєчасно виявити вихід ворожих кораблів з Бреста, але ті повернули в бік Ла-Маншу. Брестська група перетнула «Південно-східну лінію» о 0:50 ранку 12 лютого, але патруля «Хадсона» там не було, оскільки йому було наказано повернутися, коли його ASV відмовив. Жуберу не вистачало літаків, тому він не послав заміну також тому, що «Стоппер» не доповів нічого поганого, і якби Брестська група відпливла до того, як «Стоппер» почав, вона б уже пройшла «Південно-східну» лінію патрулювання. Третя лінія патрулювання «Габо», що перебувала в повітрі на рубежі від Шербура до Булоні, поводилася як зазвичай, доки не було повідомлено, що над британськими аеродромами густіє туман, і о 6:30 ранку літак було відкликано назад, коли Брестська група все ще була на захід від лінії її зони патрулювання.

#### 12 лютого (ранок)
На світанкові години 12 лютого в небі над Ла-Маншем єдиним підрозділом, що патрулював, було звичайне ранкове патрулювання винищувачів до Остенде, далі на південь до гирла Сомми, яке Брестська група пройшла о 10:00 ранку. З 8:25 до 9:59 ранку оператори радіолокаційних станцій Королівських ПС під командуванням командира ескадрильї Білл Іго, використовуючи радіолокаційну частоту без перешкод, помітили чотири групи німецьких літаків, що кружляли в місцях на північ від Гавра, які спочатку сприйняли як проведення німцями рятувальних операцій у морі. О 10:00 ранку командування 11-ї групи винищувачів Королівських ПС зрозуміло, що ці групи ворожих літаків рухаються на північний схід зі швидкістю 37–46 км/год, і о 10:20 ранку відправило два «Спітфайра» на дорозвідку, приблизно одночасно, коли в штаб-квартиру Винищувального командування надійшла інформація про те, що о 9:20 ранку німці почали постановку радіоперешкод і, що станція в Бічі-Гед виявила на поверхні капітальні кораблі. О 10:52 ранку радіолокаційні станції в Кенті повідомили про два великих кораблі біля Ле-Туке, а коли патруль «Спітфайрів» приземлився о 10:50 ранку, зберігаючи радіомовчання, пілоти повідомили про флотилію біля Ле Туке (поблизу Булоні), але не про капітальні кораблі.
Об 11:05 ранку новини про виявлення ворожих кораблів досягли штабу 11-ї авіагрупи і флотського керівництва в Дуврі. За збігом обставин, два пілоти винищувачів з авіабази Кенлі вирішили здійснити розвідувальний виліт з проникненням до узбережжя Франції о 10:10 ранку, тоді як інші пілоти були приземлені через погану погоду. Пара помітила два Bf 109 і атакувала їх, а потім опинилася над німецькою ескадрою з двох великих кораблів, ескорту з есмінців та зовнішнього кола охорони з моторних швидкісних човнів. Приблизно 12 німецьких винищувачів негайно атакували «Спітфайри», які ледве врятувалися від зенітного вогню з кораблів, супутно обстрілявши моторний човен і улетіли на висоті хвилі. Після того, як вони приземлилися об 11:09 ранку, пілоти повідомили, що на 10:42 ранку німецькі кораблі були на відстані 16 морських миль (30 км) від Ле Туке, британській авіації була оголошена тривога, коли Брестська група входила у Дуврську протоку з повітряним прикриттям.
Об 11:27 ранку Бомбардувальне командування отримало попередження, що Брестська група знаходиться поблизу Дувра, і перевело групи в режим повної боєготовності. Включно з літаками, які літали напередодні ввечері, і тими, які були попереджені за чотири години, маршал авіації Річард Пірс мав у своєму розпорядженні близько 250 літаків. Втім 100 бомбардувальників, які були у двогодинній готовності, були озброєні напівбронебійними бомбами, які були ефективними, лише якщо їх скинути з висоти 2100 м або вище. Видимість була поганою, йшов дощ, хмарний покрив сягав від 8/10 до 10/10 балів на висоті до 210 м, і якщо не було розривів серед хмар саме тоді, коли це було необхідно, виконати завдання було неможливим. Пірс наказав терміново переозброїти літаки бомбами загального призначення, які могли спричинити лише поверхневі вибухові пошкодження при атаках на низькій висоті, в надії, що атаки відвернуть увагу Брестської групи, оскільки Берегове командування та флот готувалися проводити торпедні атаки.

#### 12 лютого (до полудня)
На 1940 рік у Дуврі стояло кілька берегових батарей, що налічували чотири 152-мм гармати з дальністю стрільби до 11 000 м, дві гармати калібру 234-мм з дальністю ураження до 16 км, дві сучасні 6-дюймові гарматні батареї з дальністю стрільби 23 000 м і ще чотири 9,2-дюймові гармати на нових установках з дальністю ураження цілей від 28 900 до 33 200 м. Морська 14-дюймова (356-мм) гармата з наддувом могла стріляти снарядами на 44 000 м, але її важко було застосовувати проти рухомих цілей. Південна форлендська батарея дуврських гармат, оснащена новітніми радарами типу «K», відстежувала кораблі Брестської групи, що прямували через Ла-Манш до Кап-Гріс-Нез.
О 12:19 гармати Дувра дали свій перший залп, але з огляду на зниження видимості до 5 морських миль (9,3 км) результати пострілів неможливо було спостерегти. Артилеристи сподівалися, що радар виявить бризки снарядів і це дозволить внести корективи в прицілювання, хоча цей метод ніколи раніше не випробували. «Зображення» на К-радарі чітко показували, як кораблі рухаються зигзагами, але не видно, куди падають снаряди. Артилерія здійснила повний залп, і чотири 9,2-дюймові гармати випустили 33 снаряди по німецьких кораблях, які виходили за межі радіусу дії зі швидкістю 30 вузлів (56 км/год) і всі промахнулися. Німецькі джерела стверджують, що флот вже пройшов Дувр, коли берегова артилерія відкрила вогонь, і що снаряди впали далеко позаду їхніх кораблів. Берегові гармати припинили вогонь, коли почали атаки легкі сили флоту за підтримки торпедоносців і до 13:21 німецькі кораблі вийшли за межі радіусу ефективної дії британського радара.

#### 12 лютого (ополудні)
О 12:20 шість торпедоносців «Сордфіш» 825-ї ескадрильї Повітряних сил флоту вилетіли з аеродрому у Менстоні після того, як Есмонд вирішив, що більше не може чекати. О 12:28 літаки зустрілися з ескортними винищувачами «Спітфайр» 72-ї ескадрильї і разом вирушили до визначеної точки рандеву у 10 морських милях (19 км) на північ від Кале. Ескортні групи від 121-ї та 401-ї ескадрилей запізнилися та намагалися зустрітися на шляху до кораблів, але пропустили їх і повернулися на пошуки «Сордфіш» у Менстон. О 12:40 «Спітфайри» 72-ї ескадрильї, що летіли в ближньому ескорті, помітили німецькі кораблі, але були атаковані німецькими Bf 109 і FW 190, які примусили їх відступити, через що втратили контакт з торпедоносцями. Перша частина з трьох бомбардувальників-торпедоносців пробилася крізь захисний екран есмінців, але літак Есмонда був збитий ще до того, як він встиг запустити свою торпеду. Інші два літаки продовжили політ крізь німецьку зенітну завісу, скинули торпеди, а потім кинули свої літаки, які були вражені снарядами. Було помічено, що друга частина з трьох «Сордфіш» пробивається крізь захисну завісу вогню есмінців супроводу і зникає в хмарах і диму. Поки німецькі винищувачі супроводу були відсутні, дві ланки (вісім літаків) 452-ї ескадрильї обстріляли кілька німецьких кораблів і підпали під вогонь у відповідь есмінця, на одному «Спітфайрі» був пробитий капот з плексигласу.
Об 11:55 ранку п'ять англійських моторних торпедних катерів (MTB), що базувалися в Дуврі, вийшли з гавані та о 12:23 помітили німецькі військові кораблі. Винищувального прикриття від Королівських ПС для прикриття їхньої атаки не було у повітрі, один МТБ мав технічну несправність двигуна, а спроба решти катерів прорватися до ворожих кораблів була заблокована 12 німецькими швидкісними торпедними катерами, що вишукувалися у дві лінії. Тоді несправний MTB випустив свої торпеди з граничної відстані у майже 3,7 км, перш ніж повернутися до Дувра; решта так і не змогла підійти ближче і здійснили торпедні атаки крізь проміжки між катерами противника, помилково заявивши, що влучили в «Принца Ойгена». Два моторні артилерійські катери (MGB) прибули з Дувра вчасно, щоб захистити останній MTB від контратаки німецького есмінця типу «Нарвік». Ще два MTB вирушили з Рамсгейта о 12:25, але наблизилися надто далеко до німецької ескадри і не змогли зайняти вогневу позицію для атаки до того, як погіршення погоди та проблеми з двигуном змусили їх повернути назад.
О 14:00 кілька важких винищувачів «Вірлвінд», що патрулювали поблизу Ла-Маншу, були перехоплені німецьким винищувальним ескортом. Сім легких бомбардувальників-торпедоносців «Бофортів» з острову Торні виявилися найближчими до Брестської групи, коли помітили проходження ескадри противника. Два «Бофорти» були атаковані та розбомблені, ще один виведений з ладу, перш ніж о 13:25 чотири вцілілі злетіли. Чотири «Бофорти» запізнилися на зустріч у точці рандеву зі своїм винищувальним ескортом з Менстона, і тому торпедоносці й винищувачі незалежно один від одного розпочали самостійні атаки на німецькі кораблі без прикриття. Коли «Бофорти» досягли Менстона, вони кружляли поруч з численними винищувачами, які, як здавалося пілотам бомбардувальників, ігнорували їх. Два «Бофорти» попрямували до узбережжя Франції, нічого не виявили та повернулися до Менстона, де плутанина була врегульована. Інші два літаки вже приземлилися в Менстоні, де екіпажі з'ясували, що відбувається, і вирушили до бельгійського узбережжя, прибувши о 15:40, коли атаку на ескадру здійснювали есмінці Норського командування. Обидва бомбардувальники пролетіли крізь німецький зенітний заслін і атакували «Принц Ойген», скинувши свої торпеди з висоти 910 м, але безрезультатно.
Авіаційне командування віддало наказ терміново перекинути з Шотландії на авіабазу Колтішелл у Норфолку 42-гу ескадрилью «Бофортів» перенаправити. Але торпеди, якими потрібно було озброїти торпедоносці, були аж за 100 миль на авіабазі Норт Коатс у Лінкольнширі та прибули надто пізно. Дев'ять літаків із торпедами злетіли о 14:25 й попрямували на південь. Ще чотири, з декількома «Гудзонами», залишалися на злітній смузі в очікуванні винищувачів супроводу. «Бофорти» прибули до Менстона о 14:50 і спробували побудувати бойовий порядок позаду «Гудзонів», але це не вдалося, як і спроби залучити винищувачі до прикриття формування. Екіпажі «Бофортів» були проінформовані про те, що їх супроводжуватимуть усю дорогу, а пілоти винищувачів — що їхнє завдання прикривати Дуврську протоку загалом, і літак 30 хвилин кружляв над Менстоном, кожному формуванню здавалося, що веде інший. Потім командир «Бофорта» полетів на ціль, використовуючи позицію Брестської групи, яку йому вказали в Колтішеллі, і шість «Гудзонів» послідкували за ним, інші п'ять продовжували кружляти над аеродромом в очікуванні винищувачів, перш ніж здалися та приземлитися о 16:00.
«Бофорти» і «Гудзони» попрямували до голландського узбережжя і втратили зв'язок під час хмар і дощу, але «Гудзони» встановили ASV контакт і атакували кораблі, два з яких були збиті, не досягши ніяких результатів. Потім шість «Бофортів» під щільним зенітним вогнем випустили свої торпеди, також безрезультатно. (Інші три «Бофорта» вже атакували, можливо, проти британських міноносців.) Два «Бофорти» 217-ї ескадрильї, які летіли раніше, досягли Менстона, знову вирушили незалежно та встановили контакт з ASV, атакуючи «Шарнгорст» о 5:10 та 6:00 вечора. «Бофорти», що залишилися в Сент-Евалі в Корнуоллі, були відправлені на острів Торні та прибули о 14:30, щоб дозаправитися і пройти інструктаж, щоб зв'язатися з винищувачами в Колтішалл у Східній Англії, куди вони прибули о 17:00. «Бофорти» просувалися до позиції, надісланої по бездротовому зв'язку, і о 6:05 вечора, коли стемніло, з видимістю до 1000 м і нижньою межею хмар лише 180 м побачили чотири німецькі тральщики. Один бомбардувальник атакував «велике судно», але зенітні снаряди влучили в торпеду, і коли настала ніч близько 18:30, решта повернулися до Колтішалла; два «Бофорти» були втрачені через вогонь зенітної артилерії чи погоду.

#### 12 лютого (вечір)
Перша хвиля з 73 важких бомбардувальників «Авро Манчестер», «Галіфакс» і «Стірлінг» піднялася в повітря о 14:20. Більшість з них вийшли на ціль з 14:55 до 15:58. Густа низька хмарність і періодичний дощ закривали краєвид, і лише десять екіпажів могли бачити німецькі кораблі достатньо довго, щоб провести бомбардування. 134 бомбардувальники другої хвилі почали злітати з 14:37 і з 16:00 до 17:06 дісталися похідної колони ворожих кораблів. Щонайменше 20 з них спромоглися завдати бомбових ударів про противнику. О 16:15 остання хвиля з 35 літаків піднялася в повітря та з 17:50 до 18:15 вийшла на Брестську групу. Дев'ятеро з них змогли скинути свої бомби. Лише 39 літаків, які повернулися, зуміли атакувати кораблі, а 15 бомбардувальників були збиті зенітним вогнем або втрачені після бойового вильоту; 20 бомбардувальників були пошкоджені, а влучень не було.

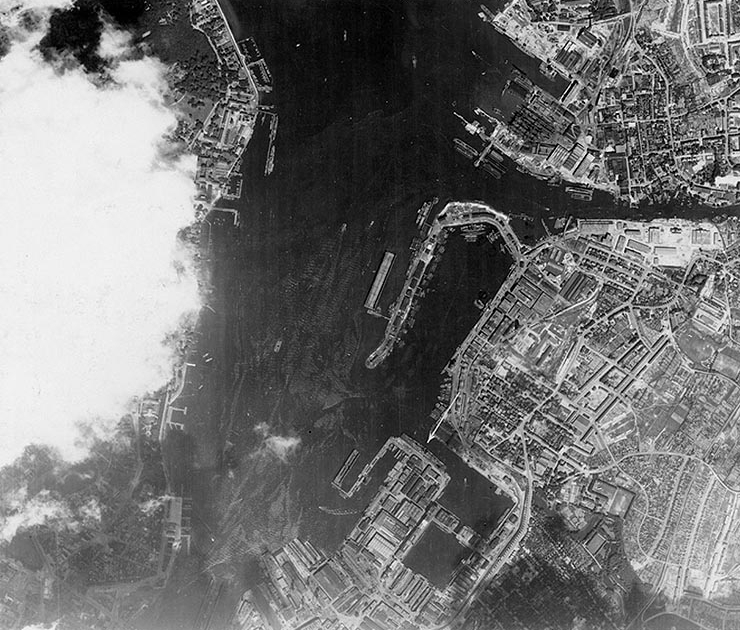
Аерофотознимок німецького лінкора «Шарнгорст» у порту Кіля, що ремонтувався після зазнаних пошкоджень у ході операції «Цербер»

Ескадрені міноносці «Кемпбелл», «Вівейшос» з 21-ї флотилії та «Маккей», «Вітшед», «Волпол» і «Вустер» з 16-ї флотилії (капітан Чарльз Пізі) з Норського командування були кораблями ще часів Першої світової війни і зазвичай використовувалися для супроводження конвоїв поблизу східного узбережжя. Кораблі проводили навчальні стрільби неподалік від Орфорд-Несса в Північному морі, коли об 11:56 ранку отримали сигнал тривоги. Есмінці вирушили на південь на перехоплення Брестської групи Крігсмаріне, але вона рухалася набагато швидше, ніж очікувалося, і, щоб наздогнати, Пізі повів есмінці через німецьке мінне поле.
О 14:31, безпосередньо перед атакою есмінців, на північ від Шельдтського лиману «Шарнгорст» натрапив на міну і на короткий час зупинився, перш ніж продовжити рух на швидкості приблизно 25 вузлів (46 км/год). О 15:17 есмінці встановили радіолокаційний контакт на відстані 9 морських миль (17 км) і о 15:43 візуальний контакт на відстані 4 морських миль (7,4 км). «Волпол» уже відстав через проблеми з двигуном; коли інші п'ятеро британських кораблів вийшли з мороку, вони негайно потрапили під вогонь німецьких кораблів. Есмінці просунулися на 3000 ярдів (2,7 км), і два есмінці випустили торпеди; «Вустер» ще більше наблизився до противника і був уражений вогнем лінкора «Гнейзенау» та крейсера «Принц Ойген», потім останні два есмінці атакували, але всі випущені торпеди пройшли повз цілей.

#### Ніч з 12 на 13 лютого та 13 вдень
«Шарнгорст» через ураження, спричинені підривом міни, відстав від основних сил ескадри. О 19:55 «Гнейзенау» наразився на магнітну міну біля Терсхеллінга. Міна розірвалася на деякій відстані від корабля, зробивши невелику дірку з правого борту і тимчасово вивівши з ладу турбіну. Приблизно тридцять хвилин корабель продовжував рух зі швидкістю приблизно 25 вузлів (46 км/год), коли «Шарнгорст» пропливав ту саму зону, о 21:34 він натрапив на другу міну, обидва головні двигуни зупинилися, рульове керування було втрачено та протипожежна система вийшла зі строю. О 22:23 німецький лінкор продовжив рух, маючи справними лише двигуни по правому борту, розвиваючи швидкість 12 вузлів (22 км/год) і набравши на борт близько 1016 т морської води. «Шарнгорст» прибув до Вільгельмсгафена о 10:00 ранку 13 лютого з пошкодженням, на відновлення яких знадобилося три місяці. «Гнейзенау» і «Принц Ойген» досягли Ельби о 7:00 ранку і о 9:30 ранку пришвартувалися біля північних шлюзів Брунсбюттель.

## Наслідки

### Історичні оцінки прориву
13 лютого Отто Ціліакс надіслав радіограму адміралу Заалвехтеру в Париж.
Мій обов'язок повідомити вам, що операція «Цербер» успішно завершена. Нижче додаються списки втрат і постраждалих.
— Ціліакс (13 лютого 1942)
OKM назвав «Цербер» тактичною перемогою і стратегічною поразкою. У 2012 році історик Кен Форд писав, що німецькі кораблі поміняли одну в'язницю на іншу і що бомбардувальні рейди 25-27 лютого остаточно вивели «Гнейзенау» зі строю. З британської сторони вважалося, що операція «Фуллер» провалилася: один британський есмінець був серйозно пошкоджений, 42 літаки були втрачені при здійсненні літако-вильотів — 398 винищувачами Королівських ПС, 242 бомбардувальниками і 35 літаками Берегового командування. Британська громадська думка була шокована, а престиж Британії постраждав як усередині країни та за кордоном. Провідна стаття в The Times гласила:
віцеадмірал Ціліакс домігся успіху там, де це не вдалося герцогу Медіни-Сідонії. З XVII століття не сталося нічого більш принизливого для гордості нашої морської держави. […] Це означало кінець легенди Королівського флоту про те, що під час війни жоден бойовий флот противника не міг пройти через те, що ми з гордістю називаємо Ла-Маншем.
— The Times (14 лютого 1942)
У 1955 році Ганс Дітер Беренброк, колишній офіцер Крігсмаріне, який писав під псевдонімом Cajus Bekker, визнав операцію необхідною та успішною. Він процитував Редера: «…ми всі переконані, що більше не можемо залишати кораблі в Бресті». Редер писав, що операція була необхідною через брак можливостей для навчання екіпажів, відсутність бойового досвіду та загальну ситуацію, що робили рейдові операції за «старим зразком» неможливими. За словами Беккера, Гітлер і Редер поділяли переконання, що якщо кораблі залишаться в Бресті, вони будуть зрештою виведені з ладу внаслідок нальотів британської авіації.
Стівен Роскілл, британський офіційний військово-морський історик, писав у 1956 році, що німецький вердикт був точним. Гітлер обміняв загрозу британським атлантичним конвоям на посилення своєї морської моці поблизу Норвегії у відповідь на загрозу, яка так ніколи і не здійснилася. Роскілл писав, що британці неправильно визначили час дня, коли німецькі кораблі відпливуть, але ця помилка була менш впливовою, ніж невдачі розвідки Берегового командування виявити кораблі, які були в морі 12 годин, чотири з них після світанку, до того, як врешті-решт була піднята тривога. Прем'єр-міністр Великої Британії Вінстон Черчилль наказав створити Комісію з розслідування причин провалу (на чолі з сером Альфредом Бакніллом), яка критикувала Берегове командування за те, що воно не змогло забезпечити розвідку на світанку, щоб компенсувати проблеми нічного патрулювання біля Бреста та від Уессан до острова Бреа. Розслідування також постановило, що мало бути більше приділено уваги факту глушіння німецького радара вранці 12 лютого, і що залучення Бомбардувального командування до операції, для якої воно не було навчене, стало помилкою.
Комісія встановила, що затримка з виявленням німецьких кораблів призвела до того, що британські атаки проти грізної німецької сили проводилися нескоординовано, і шо кілька літаків і кораблів, які виявили групу, були «розбиті по частинах». У 2012 році Кен Форд писав, що це розслідування було невимушеним відбілюванням, звинуваченню піддалися скоріш механізми та процеси, а не власна некомпетентність, але звіт перебував секретним до 1946 року. У 1991 році Джон Баклі написав, що ASV «Гудзонів» було заборонено використовувати освітлювальні ракети поблизу Бреста через присутність «Сілайон» і шо одну з технічних несправностей ASV можна було б усунути, якби оператор належним чином перевірив детонатор. Жубера критикували за самовдоволення, оскільки він не відправив літаки на заміну, незважаючи на його власні попередні попередження про те, що Брестська група збирається відплисти, через припущення в операції «Фуллер», зроблені ще 6 квітня 1941 року.
…класичний приклад заплутаного тактичного мислення, поганої співпраці та майже повної відсутності координації.
— Робертсон
Прорив виявив також багато недоліків у процесах планування Королівських ПС, до того ж лише три ескадрильї торпедоносців з 31 «Бофортом» були на той час у Британії, що навчання пілотів обмежувалося через відсутність торпед, а приклад японської тактики був проігнорований. Ефективність Бомбардувального командування в діях проти рухомих кораблів виявилася незначною, а нездатність забезпечити єдність командування до початку операції «Фуллер» призвела до розрізнених атак з використанням незбіжної тактики.
Р. В. Джонс, помічник директора з розвідки та науки Міністерства авіації під час війни, писав у своїх мемуарах, що протягом кількох днів армійські радіолокаційні станції на південному узбережжі були заглушені. Про це повідомив підполковник Воллес, член підрозділу радіолокаційного перехоплення армії. 11 лютого Воллес закликав Джонса допомогти йому привернути увагу до німецьких радіолокаційних перешкод. Поступове збільшення глушіння ввело в оману більшість операторів щодо його інтенсивності. Мартіні ненав'язливо зробив прикриття британського радара «майже марним». Джонс цитував Френсіса Бекона,
Ні, було б краще зустріти деякі загрози на півшляху, хоча вони й не наближаються, ніж надто довго спостерігати за їхніми наближеннями: бо якщо людина надто довго спостерігає, велика ймовірність, що вона засне.
і згадував анекдот про командний ланцюг, що руйнується від шоку, спричиненого Брестською групою, яка невиявлена пливе так далеко по Каналу. Кажуть, що повітряні маршали сиділи на столах один одного, думаючи про пілотів, що вони можуть телефонувати, щоб знайти кораблі. Навіть після того, як була знайдена Брестська група, контакт був втрачений кілька разів. У 1955 році Джонс познайомився з капітаном Гесслером, навігаційним офіцером на «Шарнгорсті», який сказав, що найгіршим часом в операції були це тридцять хвилин, коли «Шарнгорст», після підриву на міні трохи за Дувром, стояв нерухомим. У низькій хмарності жоден з британських літальних апаратів не знайшов їх.
У німецькій напівофіційній історії «Німеччина у Другій світовій війні» (2001) Вернер Ран писав, що операція мала тактичний успіх, але це не може приховати факт стратегічного відступу. Брест був місцем, з якого Крігсмаріне передбачало здобути великий успіх, особливо після того, як вступ у війну Японії змусив союзників перенацілити значні ресурси на Тихоокеанський театр війни і створив нові можливості для наступальних дій в Атлантиці. Ран також зазначив, що деякі представники німецької військово-морського керівництва у війні вважали, що німецький воєнний потенціал досяг своєї межі і шо
Брест став бажаною стратегічно-оперативною мрією, яка не була реалізована, і в майбутньому так і не могла бути реалізованою через перевагу противника у повітрі.

### Втрати
В ході проведення операції британська авіація внаслідок дій Люфтваффе втратила: два «Бленхейми», чотири «Вірвінди», чотири «Веллінгтони», шість «Харрікейнів», дев'ять «Гемпденів» і десять «Спітфайрів». Артилеристи кораблів збили всі шість «Сордфішів» і бомбардувальник «Гемпден». «Вустер» втратив 23 особи вбитими, четверо пізніше померли від ран і 45 із 130 членів екіпажу дістали поранень; корабель був виведений з ладу на 14 тижнів. У 2014 році історик Стів Брю зафіксував сумарну втрату 230—250 загиблих і поранених. Міноносці Крігсмаріне «Ягуар» і «Т. 13» зазнали пошкоджень унаслідок бомбардувань, двоє матросів загинули, кілька людей були важко поранені осколками бомб і вогнем зі стрілецької зброї; Люфтваффе втратило 17 літаків і одинадцять пілотів. У 1996 році Дональд Колдвелл повідомив про загибель 23 членів екіпажів, чотири з яких були пілотами винищувачами JG 26, 22 літаки, з яких сім були винищувачами, Люфтваффе було збито.